# Історія Яворова
Галицьке місто Яворів пройшло насичений і цікавий історичний шлях — від поселення на торговельному шляху Львів-Ярослав до міста-районного центру Львівської області незалежної України; тут жили і працювали яскраві особистості національної історії та культури.
Перебуваючи у різні періоди у складі королівської Польщі, Австро-Угорської монархії, Радянського Союзу, яворівці активно боролися за своє національне визволення. Адже від заснування Яворова й до нинішнього дня у місті переважало українське населення.
Яворів з його околицями, як і інші регіони України, пережив важкі часи феодального, соціального і національного поневолення та руйнівних набігів монголо-татарських і турецьких орд. Найтривалішими поневолення були з боку Польщі та Угорщини (XIV–XVI століття), Великого Польсько-Литовського князівства (XVI століття), знову Польщі (XVI–XVIII століття), Австрії і Австро-Угорщини (XVIII — початок XX століття), Російської імперії (1914–1915 роки), Польщі (1919–1939 роки), СРСР (1939–1941 роки), нацистської Німеччини (1941–1944 роки), і знову Радянського Союзу (1944–1991 роки).
Протягом століть Яворів неодноразово переносив спустошливі пожежі, а його населення — смертоносні епідемії.
Проте і в таких умовах Яворів розвивав свою господарську діяльність, народні промисли, освіту, вів будівництво церков, самобутнє і неповторне мистецтво — різьба по дереву, вишивка, ткацтво, писанкарство, хорове мистецтво.

## Від першої згадки до 2-ї половини XVII століття
Виявлені в околицях міста залишки поселення бронзової доби свідчать про те, що люди на цій території жили вже у ІІ тисячолітті до н. е.
Перша письмова згадка про Яворів датується 1436 роком. У документі надання Яворова з рядом сіл Казимиром Ягеллончиком у заставне володіння познанському каштелянові Петрові Шамотульському (1456 р.) міститься згадка про аналогічне надання Вінценту Шамотульському 20-річної давності. Яворів у документі згаданий як місто – таким чином, магдебурзьке право він отримав ще на початку XV ст. (а можливо, й раніше).
В літературі поширене помилкове твердження, нібито Яворів вперше згадується 24 червня 1376 року у документі надання Владиславом Опольським братам Рейнгольду і Нитку сіл Нових Селиськ та Порудного. Вперше його висловив автор краєзнавчого нарису про Яворів Едвард Веберсфельд. До аналогічного висновку прийшов і В. Маланчук в «Історії міст та сіл Львівської області». Насправді цей документ про сам Яворів не згадує. Ще один акт з нібито першою фіксацією міста – надання Анджеєм Шамотульським гербу Наленч торгових яток яворівським шевцям, датоване 1 травня 1408 р. Анджей з Шамотул в 1408 р. ще не народився (коли саме це сталося – невідомо, помер Анджей у 1511 р.). Таким чином, у документі допущено помилку — ймовірно, його слід датувати 1478 (або 1488) роком.
1498 році молдавський господар Штефан ІІІ під час походу на Галичину з великою ордою турків і татар зруйнував Яворів. Ще один татарський набіг завдав шкоди місту в 1507 році.
На межі XV–XVI століть Яворів перейшов до володінь роду польських шляхтичів Ґурок.
Вже в 1515 р. згадується православна громада Яворова. Спротив національному та релігійному гніту приводить до організації братства, яке 1568 року збудувало церкву на Великому передмісті, а у 1572 - на Малому.
Саме знаходження Яворова на роздоріжжі важливих шляхів сприяло розвиткові в ньому торгівлі і ремесла. Тут були добре розвинуті шевство, столярство, ткацтво, грабарська і гончарна справа. Яворів, маючи численні ставки, був постачальником свіжої риби у Львів та інші великі міста. 
У середині XVI століття Яворів став королівським містом, а 2 липня 1569 року повторно отримав від Сигізмунда-Августа привілей на магдебурзьке право — свідчення того, що тут активно розвивалися торгівля і ремісництво, влаштовувалися великі ярмарки із залученням іноземних купців.
На початку XVII століття Яворів став значним ремісничим і торговим центром, де проживало понад 2 тисячі населення. Тоді тут мешкало 20 шевців, 10 ковалів, 16 різників, 9 кравців, 27 гончарів, 33 гарбарів. У Яворові були броварня, олійниця, чотири млини, воскобійня і склад солі. Яворівські купці вели жваву торгівлю з навколишніми містами, особливо зі Львовом. У цей же час до міста було перенесено (із Добромиля) друкарню Яна Шеліги, що видавала церковні книги. 
У 1621 році засновано православний жіночий монастир.
У 1630 році монахи-домініканці насильно захопили костел святого Миколая в місті (був розгляд справи у суді, брав участь львівський римо-католицький єпископ Станіслав Ґроховський).
Місто часто потерпало від набігів татар, які протягом всього XVI століття спустошували Яворівщину, та від епідемій, і пожеж. Так, у 1636 році велика пожежа охопила все місто, крім Малого передмістя і замку. Згоріли більшість будинків та дерев'яна ратуша у центрі.  
У середині XVII століття, а саме у 1648 році яворівці взяли участь у національно-визвольній війни українського народу під проводом гетьмана Богдана Хмельницького, відтак десятьох міщан Яворова з числа учасників було страчено, а на місто накладено контрибуцію.

## Резиденція королів Польщі, за австрійського урядування
З другої половини XVII століття Яворів стає важливим центром політичного життя.
11 червня 1675 року в місті було укладено договір — «Яворівський трактат» — між Річчю Посполитою та Францією. В часи король Польщі Яна ІІІ Собеського у 1647—1684 роках в Яворові зводиться дерев'яний замок. У ньому деякий час містився королівський монетний двір. Сюди для переговорів прибували посли різних країн. Саме в яворівській твердині король готувався до турецького походу 1676 р. До Дніпра звідси далеко. Але події Визвольної війни докотилися і в ці західні землі.
Не знати, що саме мав на увазі відомий дослідник української старовини Орест Мацюк, коли в своїх легендарних «Замках і фортецях Західної України» («Центр Європи», 1997, с. 10) писав, що в Яворові й зараз є замок, але туди немає ходу нікому, крім військових, що служать в яворівській частині. Правда, ні? Не знати. М. Орлович з цього приводу повідомляє спочатку, що від булої слави нічого не лишилося, а через рядок — що рештки замку слугують як в'язниця (арешт). З часів Собєського на початок XX століття залишився лише вал в міському парку, замкова пивниця та купальня на ставу.
Після смерті Яна доходи з яворівських маєтків отримувала його вдова, Марія Казимира.
У квітні 1711 року у Яворів приїздить російський самодержець Петро І і гостює два тижні, ведучи переговори з французьким послом Валюзом, австрійським послом Шліяйнцом і турецькими васалами: семигородським князем Ракоці та молдавським господарем Кантемиром. Під час гостювання відбулися заручини Петра І з майбутньою російською імператрицею Катериною І.
У вересні 1768 року з метою залякування місцевого населення на площі Ринок були страчені 4 активні учасники гайдамацького повстання Коліївщини.
Після 1-го поділу Польщі (1772) Яворів — у складі Австрії (від 1867 року — Австро-Угорщина). Тоді ж Яворів одержав статус вільного міста, до якого напливали німецькі колоністи, які тут заснували різні підприємства.
У XIX столітті і аж до 1939 року Яворів — повітове місто.
Від середини XIX століття в Яворові відбувається українське культурно-патріотичне піднесення. Так, у 1848 визначний просвітницький діяч, парох о. Григорій Гинилевич створив у місті народну гвардію, яка налічувала 300 бійців і мала свій прапор (золотий лев на синьому тлі). Наприкінці цього ж століття парох Яворова, визначний український етнограф о. Йосип Лозинський заснував першу українську читальню (16 жовтня 1881 року).

## Яворів у XX столітті і в наш час
Процеси культурного розвитку українців на шляху до політичного самовизначення тривали і на початку XX століття. Так, 30 серпня 1903 року створюється філія Товариства «Просвіта», яка проводить на Яворівщині просвітницьку роботу, висувались вимоги про відкриття українських шкіл. У 1904 створено спортивне товариство «Січ», від 1908 року в Яворові діяла українська приватна гімназія «Рідної Школи», у цьому ж році в місті побудували й відкрили Народний Дім.

### Яворів у 1914—1921 рр.
Був це дуже важкий рік. Все наче змовилося для того, щоб принести лиху долю народові. Літо було похмуре, довготривала слота зовсім зруйнувала господарства хліборобів. Воєнне поготівля Австрії, внутрішньодержавні конфлікти викликали велику фінансову кризу, що позбавило велику кількість робітників хліба, довершило руїну селянства. В парламенті чеські та українські посли, змушені вдатися до крайніх заходів, організовують галасливу обструкцію - грають на різних інструментах, виголошують кількагодинні промови. Роботу парламенту паралізовано, але рішуча постава української опозиції приносить користь. У Львові прийшли до певної угоди з польськими політиками. Наприкінці січня 1914 року сторони погодили проект нової виборчої системи до сейму, хоча вона не могла повністю задовольнити вимог народу. Жінки в селах не мали права голосу, чоловіки могли голосувати щойно у 24 роки. Українцям запевнено два місця в краєвому уряді.
Наші посли продовжують домагатися удержавлення яворівської української гімназії, яку фінансує філія УПТ. У кращому становищі приватна польська гімназія - вона дістає субсидію від повітової та міської рад, хоча весь контингент - всього 179 учнів, переважно з різних повітів. В українській гімназії вже 403 учні, з них лише 21% з інших повітів.
У травні 1914 року яворівці величаво святкують століття від дня народження Тараса Шевченка. Після польової Служби Божої в парку «Ходанівці» 10-тисячний похід пройшов вулицями міста, організовано виступили політичні та громадські організації, школи. На завершення відбувся великий концерт, показано виставу «Назар Стодоля».
Прийшла в Яворів страшна звістка про війну. Поділена між двома головними противниками Україна вже від початку Першої світової війни зазнала великих руйнувань. Йшла загальна мобілізація, плакали гірко жінки та діти, виряджаючи чоловіків та й батьків на війну. Лавиною посипались оголошення війни урядами Німеччини. Росії. Франції. Бельгії, Англії, Чорногорії війна відразу стала світовою. 6 серпня розпочались воєнні дії між Австро-Угорщиною та Росією. Головна Українська Рада заявила рішучу підтримку Австрії, звідси проавстрійські настрої охопили велику частину галицьких українців. З перспективи історії видається, що це було великою помилкою народу, більше виграли ті народи Австрії, які орієнтувалися на Антанту. Що ж — на початку війни й наші сусіди-поляки формували свої легіони проти Росії…
Сотні й тисячі здорових, молодих чоловіків пішло з Яворівщини проливати свою кров за цісаря. Фронт наближався. Шляхами яворівськими йшли на схід — під Сокаль — полки піхоти й кавалерія, йшли мадярські та чеські полки. Все постачання для армії покладено на селянські підводи, автомобіля, та ще вантажного, в ці роки тут ще, мабуть, ніхто не бачив. Гостинцем з Судової Вишні, з Краківця безустанку, вдень і вночі, тарахкотіли селянські вози, на них змучені мужицькі коники везли амуніцію, продукти, мундири й плащі, хворих жовнірів, санітарне устаткування. Бувало глянеш - на возі сільська дівчина або хлопець - підліток - легко поганяє коника й плаче. Скільки їх загинуло марно, потрапивши у фронтову смугу, там теж залишилось чимало коней і возів.
Від кінця серпня яворівці відчули, що армія тікає. Посилюється зворотний рух військових частин, вертаються валки «форшпанів» — повні поранених вояків. Видно знервованість у війську, всюди бачать вони зраду. Особливо мадярські гонведи, які, крім угорської, не розуміють жодної іншої мови, боляче дошкуляють українському населенню, в багатьох селах та містечках вішають невинних людей за вигадану зраду. Повішали паламаря, який дзвонив на вечірню, мовляв, це умовний знак для росіян, жандармерія відправляє в табори для інтернованих у Талергофі.
Армія генерала Ауфенберга відступала чимраз то швидше, у небаченому неладі. Піхота й кавалерія були вже далеко від фронту на заході, а на самому кінці тут же перед наступаючими росіянами, залишалися величезні обози разом з дрібними частинами чеських піхотних полків. У перші дні вересня відгомін близьких боїв почули на селах Яворівщини, врешті російські снаряди почали вибухати над містом. Першою жертвою став якийсь цивільний бідолаха, втікач зі Львова: уламок шрапнелі наздогнав його біля моста Івана на Великому Передмісті. Тилові відділи чехів в той час, пороззувавшись, мили ноги, начеб хотіли підкреслити цим символічним актом розрив з гамбурзькою неволею. Тут, над берегами річки Шкло, застукали їх перші патрулі донських козаків; полонені привітно усміхались до переможців і за їх наказом помарширували мирно, без зброї, широкою вулицею Великого Передмістя до збірного пункту полонених. Ні, Швейк зовсім не переборщив, свідками – живі ще люди Яворова. Але не всюди так мирно пройшов фронт, багато народу полягло на підступах до сусіднього Городка, палали сільські дворища, гинули від куль селяни Яворівщини.
Близько 3 мільйонів українців воювали в складі російської армії, 250 тисяч — у складі австрійської. Декілька найбільших битв на Східному фронті відбулися в Галичині. Тисячі молодих людей з Яворівщини було мобілізовано на війну. Багато яворівських пластунів зголосилися до УСС. 19 серпня 1914 року яворів чани створили чоту Січових Стрільців, яка під проводом Романа Шавали виїхала до Львова.
На вулицях Яворова з'явилися великі білі плакати «Освободительная война». Цар звертався до руського населення Галичини, запевняючи, що Росія хоче звільнити братів від німецького ярма. У 1915 році під кінець зими Перемишльська твердиня піддалась російському солдату. На маніфестацію з приводу здобуття фортеці приїхав сам цар Микола II. Ранньою весною 1915 року довга валка царських достойників промчала вулицями Яворова, повертаючи з Перемишля. Весь Краковецький гостинець був густо обсадженний донськими вершниками, ніхто не мав права з'явитися на царському шляху. В ринку велено побудувати тріумфальну арку; тут теж густо, один біля одного, творили стіну кінні жандарми. Лише малолітнім яворівським школярам вдалося на коротку мить побачити бородатого царя в замкненому автомобілі. Пастушки вже в той час навчились від солдатів нових, нечуваних досі пісень. Далеко від міста, на пасовиськах школярі співали:
```
      Цар Миколай видав маніфест,
      Мертвим свободу, а живим арешт!
```

Царські солдати ще на початку війни піддавалися революційній більшовицькій пропаганді. Перед простим народом Галичини вони не приховували своїх поглядів.
Після невдачі під Горлицями (місто за Перемишлем), російська армія почала відступати. З Яворова спішно евакуювали військове добро. Російська охранка не забула забрати зі собою на схід кільканадцять заручників, між ними були: директор гімназії Іван Прийма, співробітник при церкві св. Юра Теодор Чайківський, учителі Дмитро Ліськевич, Теодосій Ставничий, Михайло Чесак, Боцюрків та інші. У травні 1915 року без боїв вступили в Яворів патрулі німецької армії генерала Макензена і лише вслід за ними з'явилися австро-угорські з’єднання. Фронт покотився далі на схід. Весною довга валка царських достойників промчала вулицями Яворова, вертаючись з Перемишля. У ринку була зведена Тріумфальна брама і тут же один побіля одного стояли кінні жандарми. Цар промчався в закритому автомобілі…
Лише на початку 1916 року стараннями Українського Педагогічного Товариства поновлено діяльність гімназії. Директором призначено вчителя української мови з Сокальської державної гімназії. У 1917—1918 шкільному році було 8 класів: у 8 класі було 8 учнів. Улітку 1918 році повернулися вивезені росіянами яворівчани-заручники.

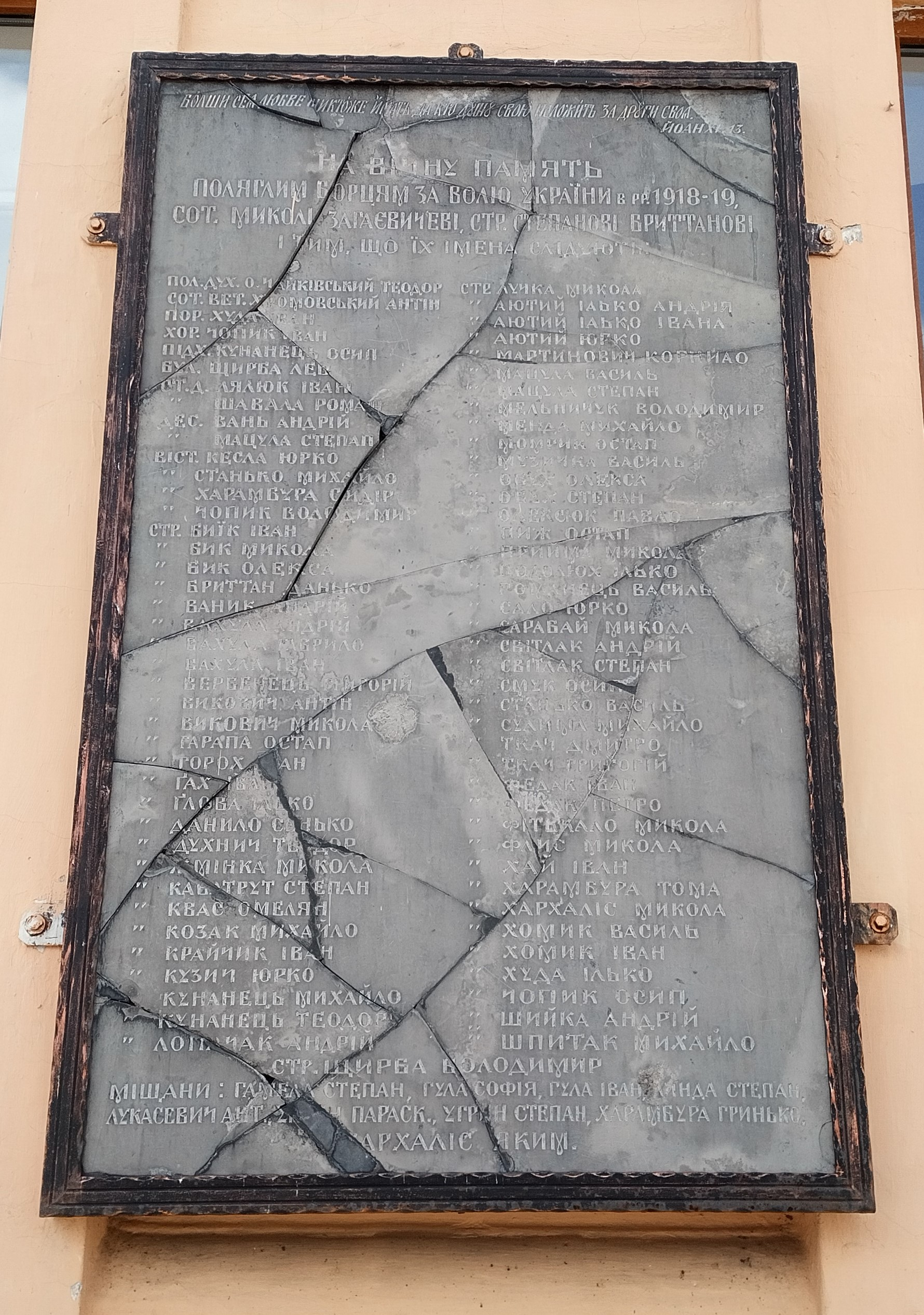
Меморіальна дошка полеглим борцям за волю України в 1918-1919 роках

9 лютого 1918 року у Бересті підписано Берестейський мир між Українською народною республікою і Німеччиною, Австро-Угорщиною, Туреччиною, Болгарією. Цим миром Четверний союз визнав УНР як самостійну державу, визначив західний кордон України, встановив дипломатичні стосунки. А у Яворові 18 лютого 1918 року з нагоди підписання Берестейського миру відбулося народне свято.
Від вересня 1918 року відчуваючи близьке падіння Австро-Угорщини, українці в Галичині почали готуватися до перебирання влади в краю. Наприкінці вересня у Львові створено Військовий комітет, який згодом очолив сотник Українських Січових Стрільців Дмитро Вітовський. Завданням комітету була військова організація переобрання влади.
9 жовтня 1918 року приїхав у армійську відпустку з Наддніпрянської України Андрій Кесла і зустрівся із Степаном Британом (булавним УСС). У жовтні він очолив створений в Яворові разом з А. Кеслою Революційний комітет.
Увечері 31 жовтня група молодих українських офіцерів та Січових Стрільців на чолі з сотником Дмитром Вітовським заволоділа Львовом. А у Яворові близько першої години ночі місто сколихнула стрілянина. Жандарми вбили Степана Британа. Він став першою жертвою боротьби за волю України.
Вранці наступного дня вже було сформовано відділ під командуванням Миколи Хархаліса. Без жодного пролиття крові було обеззброєно жандармів. Влада перейшла до українських рук. Яворівським повітовим комісаром став гімназійний учитель Михайло Білик, міським комісаром — Іван Загаєвич.
У неділю 3 листопада величаво провели в останню путь борця за волю України Степана Британа. А Яворів вирував революційним життям… що раз , то нові відділи Січових Стрільців прибували із сіл повіту. У другій половині листопада прибули у Яворів три німці-брати Бамберги: Север, Ганс і Валер. Вони були введені до української групи під командуванням полковника Альфреда Бізанца.
Та радісні хвилини від існування незалежної Західноукраїнської Народної Республіки почали затьмарюватися від запеклих боїв з поляками у Львові. 21 листопада 1918 року українські військові частини змушені були залишити Львів. Уряд ЗУНР переїхав до Тернополя. 27 листопада поляки захопили Раву-Руську. Старшина в яворівських відділах захвилювалася. В Яворові не було тоді чотаря Волощака Дмитра, який з яворівською сотнею був у Львові. Зранку 28 листопада місцеві поляки перебрали у Яворові владу у свої руки. Однак після обіду несподівано у Яворів прибув Волощак із своєю сотнею. Зав’язався бій, у якому загинув польський офіцер Шнайдер, син української письменниці Уляни Кравченко.
Невеликий яворівський військовий відділ під командуванням четара Щирби вийшов на станцію Судова Вишня. У сутичці з поляками загинули Щирба і два стрільці Іван Биїк і Теодор Кунанець. Частина цієї групи 28 листопада перейшла через залізницю Мостиська — Городок і подалася у напрямок Самбірщини. Новим повітовим комісаром в Яворові став Дмитро Ліськевич. 2 грудня поляки знову пішли на Яворів. Однак невдало…бої тривали… 14 січня 1919 року сформовано у Яворові один курінь (1 тис. осіб). Після присяги його було включено як 2-й курінь у групу Клея. Комендантом куреня призначено поручника Миколу Качмара.
У корпусі УСС (Альфреда Бізанца) Яворів був представлений сотниками Миколою Загаєвичем, Романом Харамбурою, Мироном Мареніним, Матвієм Загаєвичем. Учасником Зимового Походу військ УНР 1919 року був Михайло Гарасим. Декілька яворівчан було навіть у бригаді Гуцульського Куреня. Багато яворівчан віддало своє життя за волю України у національно-визвольних змаганнях 1918-1920 років. Про них не забуто. Яворівчани свято шанують пам'ять про полеглих. У 1938 році на яворівському цвинтарі встановлено величавий пам'ятник загиблим за волю України, автором якого є скульптор Сергій Литвиненко.
У листопаді 1918 року яворівці взяли найактивнішу участь у національно-визвольних змаганнях, створенні ЗУНР. Зокрема, 1 листопада 1918 року з числа учнів гімназії була створена яворівська студентська чота; в результаті чітких дій влада у місті перейшла до українців. Першою жертвою боротьби за волю тоді став активний громадський діяч Степан Британ. Значна частина січовиків влилася в ряди УГА (10 квітня 1919 року було сформовано Яворівську бригаду), у складі якої виборювали волю України. У бою під Мотовилівкою поліг і похований у Аскольдовій могилі в Києві сотник армії УНР, яворівець Микола Загаєвич.
Від 1919 року Яворів — у складі Польської республіки, однак у місті триває розвиток українського політичного і культурного життя. Так, у 1920—1930-х роках у місті активно працювали товариства «Просвіта», «Сокіл» (засноване 1927), «Сільський господар» (кінець 1920-х, 30-ті), «Союз українок» (1926), «Луг» (1930), «Пласт» (заснований 1912), у підпіллі діють осередки КПЗУ (з 1924), ОУН, які в умовах переслідування польською окупаційною владою не дають згаснути національній свідомості корінного населення. Створюється музей «Яворівщина» (1927—33).
У 1931 з ініціативи адвоката Михайла Фільца засновується філія Львівського Вищого музичного інституту ім. М. Лисенка, справжніх патріотів свого краю виховує Українська гімназія «Рідна школа» імені О. Маковея.
Перед вступом військ Червоної армії 26 вересня 1939 року в Яворів, німецька авіація бомбардувала місто, внаслідок чого було зруйновано історичне Велике передмістя. Від 1939 року Яворів з рештою Західної України — у складі УРСР, відтоді ж має статус міста.

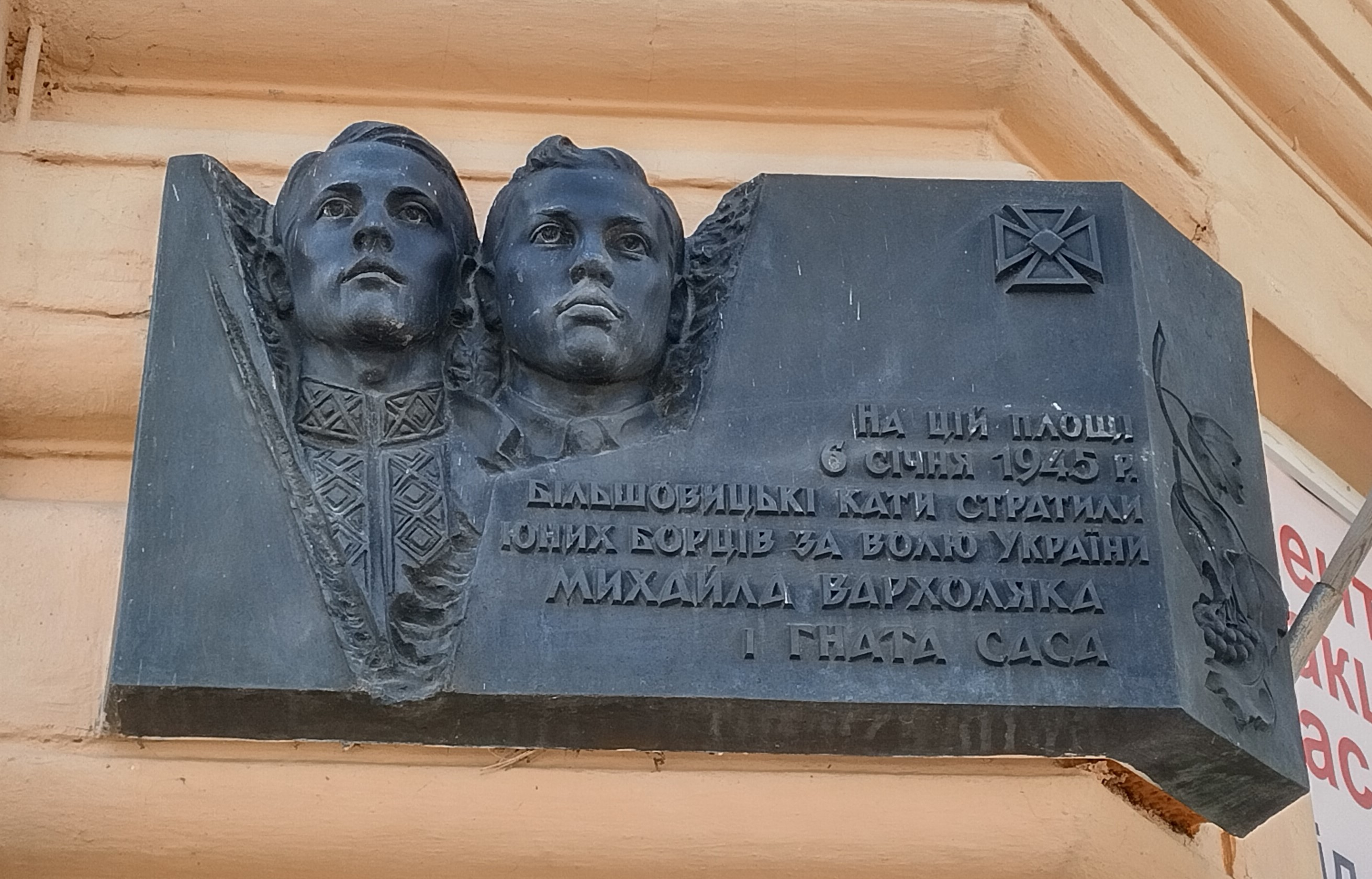
Меморіальна дошка пам'яті страти Михайла Вархоляка і Гната Саса в 1945 році

У 1940—1950-х роках сотні яворівців у складі УПА боролися за волю України проти гітлерівських і більшовицьких окупантів.
У радянський період в Яворові комуністична влада закрила 2 древніх храми, давні національні традиції були під забороною, український патріотизм переслідувався КДБ та іншими каральними службами.
Наприкінці 1980-их Яворів стає осередком українського національного піднесення — тут створюється суспільно-культурне Товариство ім. О. Маковея (1988), осередки НРУ (1989), «Просвіти» (1989), відроджується військово-спортивна організація «Січ» (1989). У 1989 році відкрито меморіальні таблиці о. Йосипу Лозинському, письменнику Осипу Маковею. У жовтні того ж року вперше в Україні розпочав відкриті Богослужіння для вірних УГКЦ в Гірній церкві о. Петро Зеленюх. 1 вересня 1990 року вийшло перше число нової демократичної газети «Яворівщина».
Від 1991 року — у складі незалежної України. Триває розбудова держави, український культурний розвиток. Так, у червні 1993 та 1998 років відбулися з'їзди викладачів та учнів Яворівської гімназії ім. О. Маковея.
Нині Яворів велично відзначає річниці незалежності України, ювілеї своїх земляків: О. Маковея, М. Вербицького, Й. Лозинського, налагоджує добросусідські відносини з прикордонними містами Ярославом та Любачевом (Республіка Польща).